# David Phillips (CSI)
David Phillips es un personaje de ficción de la serie de televisión de la cadena CBS, CSI: Crime Scene Investigation. Es interpretado por el actor David Berman, quien también es investigador principal de la serie. David, apodado "Super Dave", trabaja en la morgue del laboratorio CSI del Departamento de Policía de Las Vegas, encargándose de las autopsias de los cadáveres, junto con su subordinado, el Dr. Al Robbins.

## Biografía
Phillips (apodado "Super Dave") es el asistente del Dr. Robbins. Recibió su propio apodo después de salvarle la vida de una víctima durante una autopsia. Aunque antes de la serie, los personajes principales se burlan de él por su supuesta falta de experiencia social, David, contrae matrimonio a principios de la séptima temporada. En el episodio de la séptima temporada "Leapin' Lizards", comenta que su mujer le gusta hablar con él acerca de los detalles macabros de su trabajo. "¿Por qué crees que me casé con ella?" le comenta a Warrick Brown. En la novena temporada, en el episodio "The Gone Dead Train", es promovido a Asistente Médico Forense y realiza su primera autopsia en solitario.
A partir de la décima temporada, se muestra a David Berman como parte del elenco principal de la serie.